# Frank Howard Clark
Frank Howard Clark (15 de maio de 1888 – 19 de janeiro de 1962) foi um ator, diretor e roteirista norte-americano. Natural de Pittsburgh, Pensilvânia, Clark escreveu os roteiros para 100 filmes entre 1913 e 1946.
Faleceu em Los Angeles, Califórnia, a 1962.

## Filmografia selecionada
- Bull's Eye (1917)
- The Midnight Man (1919)
- Dusk to Dawn (1922)
- Conquering the Woman (1922)
- Her Dangerous Path (1923)
- American Manners (1924)[3]
- Wolves of the North (1924)
- Blue Blood (1925)
- The Utah Kid (1930)
- The Fighting Marshal (1931)